# マツダのエンジン型式一覧
マツダ及び東洋工業のエンジン型式一覧（マツダおよびとうようこうぎょうのエンジンかたしきいちらん）は、マツダ（旧東洋工業）のエンジン型式を、エンジン系列の登場順に並べたものである。参考として、OEM供給を受けた他社型式エンジンも掲載する。
- エンジン型式の付与の仕方については、マツダのエンジン型式命名規則を参照。
- エンジン系列の構成による分類については、マツダのエンジン系列名を参照。

## 凡例
ここでは、下記「レシプロ・ロータリーエンジン」の凡例を示す。
- エンジン系列 - エンジン種別
  - 生産期間
（国内） = 国内向け自動車用
（海外） = 海外向け自動車用
（ロ） = ロータリー(RE)用
（そ） = その他
  - 冷却方式、シリンダー配置・数、弁形式
    - エンジン型式（変更後のエンジン型式） - 排気量

  - 当記事における自動車とは、フォークリフトやレーシングカーなどを含まないごく一般的な乗用車・商用車等を指す。
  - エンジン系列は、エンジン型式の数（単数・複数）にかかわらず「#型」と表記する。
  - 排気量は、一覧としての見やすさを重視し、簡素表記とする（例：「1998cc、1.998L、2.0 L」は「2,000 cc」と表記）。3桁ごとのカンマと単位との間の半角スペースは「Wikipedia:表記ガイド」に準ずる。正確な排気量は、エンジン系列別記事などに記載する。

## ロータリーエンジン
すべてガソリンエンジン。
- 10A型
  - （ロ）1967年 - 1972年
  - 水冷2ローター自然吸気
    - 10A - 1,000 cc
- 12A型
  - （ロ）- 不詳
  - 水冷2ローター自然吸気
    - 12A - 1,146 cc
- 12A型
  - （ロ）- 不詳
  - 水冷2ローター電子制御燃料噴射
    - 12A - 1,200 cc
- 12A型
  - （ロ）- 不詳
  - 水冷2ローターターボ電子制御燃料噴射
    - 12A - 1,200 cc
- 13A型
  - （ロ）- 1969年-1972年
  - 水冷2ローター自然吸気
    - 13A - 1,310 cc
- 13B型
  - （ロ）- 不詳
  - 水冷2ローター自然吸気
    - 13B - 1,300 cc
- 13B型
  - （ロ）- 不詳
  - 水冷2ローター自然吸気電子制御燃料噴射
    - 13B - 1,300 cc
- 13B型
  - （ロ）- 不詳
  - 水冷2ローターターボ電子制御燃料噴射
    - 13B - 1,300 cc
- 13B型
  - （ロ）- 不詳
  - 水冷2ローターシーケンシャルツインターボ電子制御燃料噴射
    - 13B - 1,300 cc
- 20B型
  - （ロ）- 不詳
  - 水冷3ローターシーケンシャルツインターボ電子制御燃料噴射
    - 20B - 2,000 cc

## レシプロエンジン
- B系 (直列4気筒・2代)
  - B6 - ガソリンエンジン
    - （国内） - 不明
    - 水冷直列4気筒DOHC
      - B6 - 1600cc

  - B6 - ガソリンエンジン
    - （国内） - 不明
    - 水冷直列4気筒DOHCターボ
      - B6 - 1600cc

  - BP - ガソリンエンジン
    - （国内） - 不明
    - 水冷直列4気筒DOHC
      - BP - 1800cc

  - BP - ガソリンエンジン
    - （国内） - 不明
    - 水冷直列4気筒DOHCターボ
      - BP - 1800cc

  - BP - ガソリンエンジン
    - （国内） - 不明
    - 水冷直列4気筒DOHC
      - BP - 1800cc
- F系
  - FE - ガソリンエンジン
    - （国内） - 不明
    - 水冷直列4気筒DOHC
      - FE - 2000cc

  - F2 - ガソリンエンジン
    - （国内） - 不明
    - 水冷直列4気筒SOHC
      - F2 - 2200cc

  - F2 - ガソリンエンジン
    - （国内） - 不明
    - 水冷直列4気筒SOHCターボ
- MZR
  - Z系 (ガソリン・2代)
    - ZJ - ガソリンエンジン
    - ZY - ガソリンエンジン
    - Z6 - ガソリンエンジン

  - L系
    - L8 - ガソリンエンジン
    - LF - ガソリンエンジン
    - L3 - ガソリンエンジン
- SKYACTIVエンジン
  - SKYACTIV-G - ガソリンエンジン
    - P3
    - P5
    - PE
    - PY

  - SKYACTIV-D - ディーゼルエンジン
    - S5
    - S8
    - SH

  - SKYACTIV-X - 火花点火制御圧縮着火エンジン

### いすゞより供給
いすゞ製エンジン
- 4EE1-T　-1700cc　- 水冷直列4気筒インタークーラーターボディーゼルエンジン
- 4HE1-T　-4800cc - 水冷直列4気筒インタークーラーターボディーゼルエンジン
- 4HG1　-4600cc - 水冷直列4気筒ディーゼルエンジン
- 4HF1　-4300cc - 水冷直列4気筒ディーゼルエンジン

### トヨタより供給
トヨタ製エンジン
- 1NZ-FE - 1500 cc - 水冷直列4気筒ガソリンエンジン
- 1TR-FE - 2000cc - 水冷直列4気筒ガソリンエンジン
- 1GD-FTV - 2800cc - 水冷直列4気筒ディーゼルエンジン

### スズキより供給
スズキ製エンジン
- F5B - 550 cc - 水冷直列3気筒ガソリンエンジン
- F6A - 660 cc - 水冷直列3気筒ガソリンエンジン
- K6A - 660 cc - 水冷直列3気筒ガソリンエンジン
- R06A - 660 cc - 水冷直列3気筒ガソリンエンジン

### 三菱より供給
三菱製エンジン
- 2G23 - 550cc 水冷直列2気筒ガソリンエンジン